# Sphingonotus hyalopterus
Sphingonotus hyalopterus är en insektsart som beskrevs av Zheng, Z. och L. Cao 1989. Sphingonotus hyalopterus ingår i släktet Sphingonotus och familjen gräshoppor. Inga underarter finns listade i Catalogue of Life.